# Sobralia yauaperyensis
Sobralia yauaperyensis là một loài thực vật có hoa trong họ Lan. Loài này được Barb.Rodr. miêu tả khoa học đầu tiên năm 1891.